# Полет 4184 на „Американ Ийгъл“
Полет 4184 на „Американ Ийгъл“ (официално определен като полет 4184 на „Сименс Еърлайнс“) е редовен вътрешен пътнически полет от международното летище „Индианаполис“, Индианаполис, Индиана, до международното летище „О'Хеър“, Чикаго, Илинойс, Съединените американски щати, управляван от „Американ Ийгъл“. На 31 октомври 1994 г. самолетът ATR 72-212, който изпълнява полета, попада в условия на силно обледеняване, губи контрол и се разбива с висока скорост в поле, като по този начин убива всички 68 души на борда.
Националният съвет за безопасност на транспорта определя, че вероятната причина за този инцидент е загубата на контрол, която се дължи на натрупване на лед по крилата. В доклада се посочва, че екипажът не е обучен да реагира адекватно в подобни ситуации на този тип самолет. Освен това, за ATR 72 няма достатъчно събрани данни относно поведението на машината при обледеняване. Установен е и неадекватен надзор на френската Генерална дирекция за гражданско въздухоплаване върху ATR 42 и 72. За инцидента допринася и неспособността на Федералната авиационна администрация да гарантира, че изискванията за сертифициране на самолети в условия на обледеняване се спазват според разпоредбите.
През март 1995 г. някои семейства на жертвите откриват останки на свои близки на мястото на инцидента, което поражда съмнение, че усилията за почистване не са достатъчни. В изявление обаче, съдебният лекар от окръг Нютън казва, че не е изненадан от намерените останки, предвид сериозността на инцидента.